# Argophyllum montanum
Argophyllum montanum är en tvåhjärtbladig växtart som beskrevs av Schlechter. Argophyllum montanum ingår i släktet Argophyllum och familjen Argophyllaceae. Inga underarter finns listade i Catalogue of Life.